# Buenos Aires Festival Internacional de Cinema Independent
El Buenos Aires Festival Internacional de Cinema Independent (BAFICI) és el Festival de cinema independent més important del país. Es realitza tots els anys durant el mes d'abril a la Ciutat de Buenos Aires, a l'Argentina. El Festival és organitzat pel Ministeri de Cultura del Govern de la Ciutat de Buenos Aires, no és un festival oficial afiliat a la FIAPF, però es tracta d'un esdeveniment reconegut internacionalment per la seva transcendència.

## Història
El Festival va tenir la seva primera edició a l'abril de 1999 organitzat per la - llavors - Secretaria de Cultura del Govern de la Ciutat de Buenos Aires. Es van usar importants sales de cinema, algunes de la cadena Hoyts i altres sales més tradicionals, o usualment dedicades al cinema no comercial. El Festival va tenir més de 146 convidats aquest any, entre ells reconegudes figures internacionals com Francis Ford Coppola, Todd Haynes o Paul Morrissey entre altres i es van projectar més de 150 pel·lícules entre nacionals i estrangeres. La convocatòria va ser d'al voltant de 120.000 espectadors.

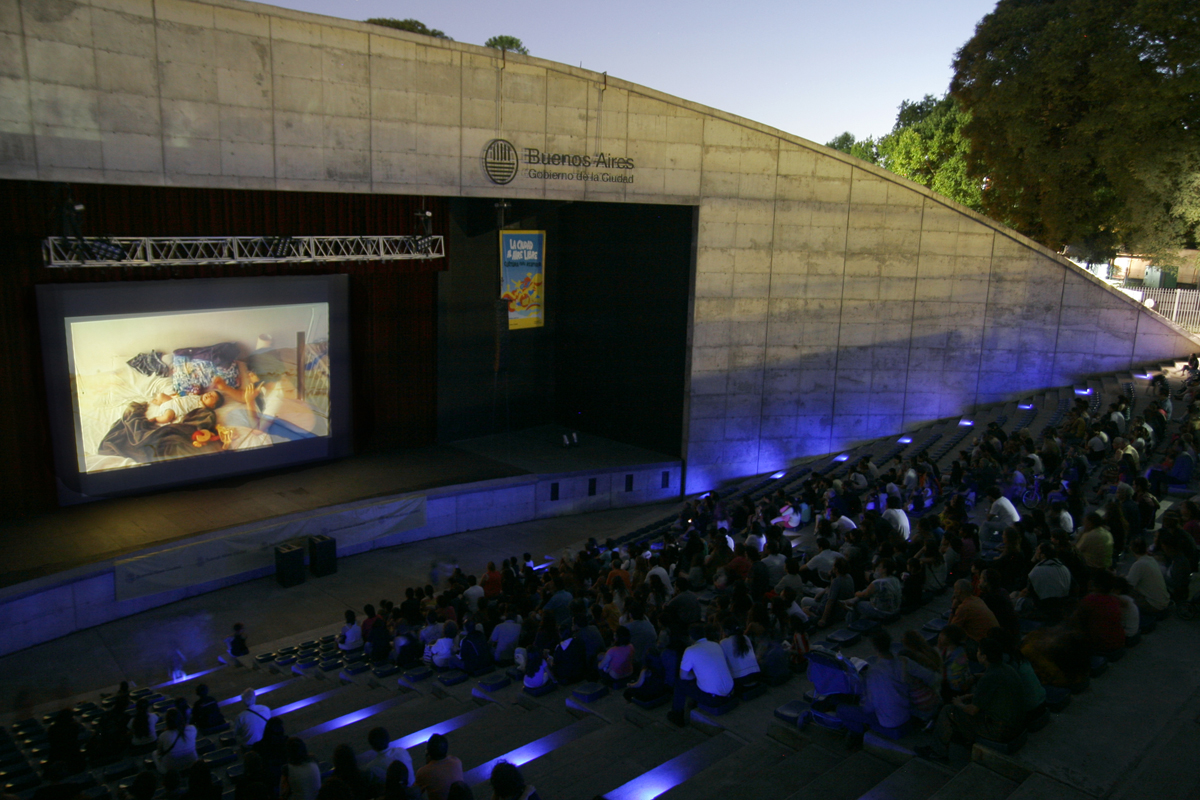
La Ciudad al Aire Libre

Des de llavors cada any es repeteix cada vegada amb major quantitat d'oferta de pel·lícules i activitats, activitats paral·leles (com xerrades, conferències i tallers), i amb una igual de creixent convocatòria de públic el Festival.

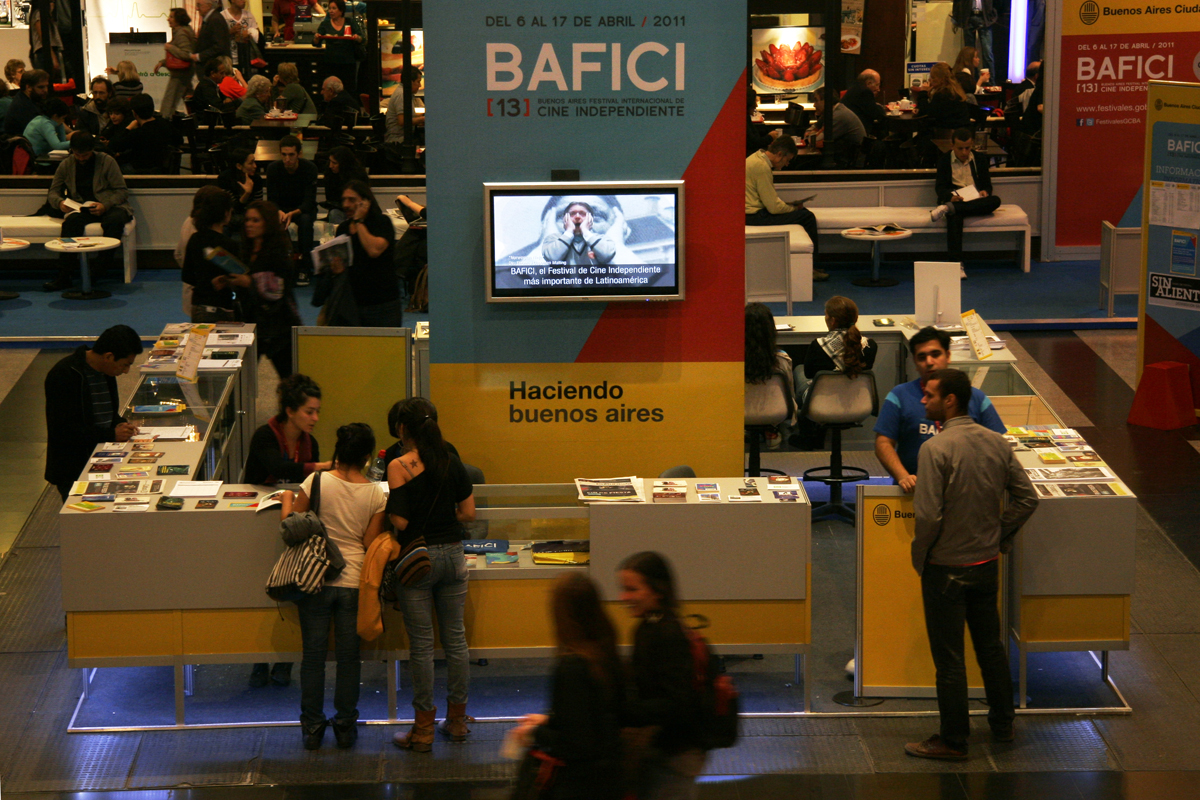
Edició del 2011

En 2011, Bafici va ser reconeguda per la Fundació Konex amb un Esment Especial per la seva aportació al cinema argentí.
Els seus directors artístics van ser, en ordre cronològic, Andrés Di Tella, Eduardo Antín (Quintín), Fernando Martín Peña i Sergio Wolf.

### Sobre Bafici
El BAFICI va néixer en 1999, i any a any es va consolidar com un dels Festivals de cinema més destacats del món, amb un important reconeixement i un lloc de privilegi en l'agenda cinematogràfica internacional. És reconegut com a vehicle fonamental de promoció per a la producció independent, que aquí pot mostrar els films més innovadors, arriscats i compromesos. El Festival integra, a través de la seva àmplia programació, diverses expressions culturals i reuneix directors consagrats i nous talents en un àmbit dinàmic. Amb un ampli rang de pel·lícules que inclou premieres mundials, argentines i llatinoamericanes, a més de merescudes retrospectives, és l'esdeveniment més gran i prestigiós per al cinema independent a Amèrica Llatina.
Les xifres d'assistència total augmenten any rere any: dels 184.500 persones que va reunir en 2005, el BAFICI va tenir una concurrència de més de 220 mil espectadors en 2008, repartits en 1011 funcions concretades en les 9 seus del Festival. Aquests i altres dades permeten concloure que es va tractar fins a aquest moment de l'edició més reeixida de la seva història, amb rècord d'entrades venudes (més de 167 mil) i la novetat d'un interessant cicle de cinema argentí a l'aire lliure, en el passatge Carlos Gardel del barri d'El Abasto.
Un any després, en la seva edició 2009, 245 mil persones van gaudir de les 1069 funcions i van accedir a la venda d'entrades unificades que permet comprar localitats per a qualsevol cinema o funció. Així mateix es va sumar la secció BAFICITO, per als més petits.
L'edició 2010 va concloure amb un total de 280 mil persones i amb un total de 200 mil entrades venudes. En els onze dies que va durar el Festival es van projectar 422 pel·lícules de 48 països diferents, totalitzant 1115 funcions a més de la incorporació del taller per a nens ANIMATIONBOX d'entrada lliure i gratuïta. Tot això representa un creixement d'un 10% respecte a l'edició 2009, tant d'entrades venudes com concurrència total.
En el 2011 el BAFICI va augmentar de manera considerable el seu nombre d'entrades venudes, aconseguint el rècord de 210 mil. Al voltant de 300 mil persones van aprofitar la gran programació del Festival, que va incloure 438 pel·lícules (113 estrenes argentines) projectades en les 11 seus dels diferents barris de la Ciutat. Els més petits van gaudir, a més, del BAFICITO a l'aire lliure en la pantalla de la Plaça San Martín de Tours. El Festival va tenir l'orgull de comptar amb la presència de 300 artistes internacionals que van formar part d'aquest esdeveniment que any rere any creix i es renova.
Els números finals de l'última edició revelen el creixement de convocatòria i la confirmació del Festival com un veritable esdeveniment de la nodrida agenda cultural anual de la Ciutat. En total, unes 350 mil persones van participar de la catorzena edició del BAFICI el que representa un 15% més que en l'edició 2011. Es van vendre 230 mil entrades, una altra xifra que confirma el poder d'atracció d'una mostra que reuneix tot tipus de cinema arriscat i original, el que no figura habitualment en el circuit comercial d'una ciutat reconeguda com profundament cinèfila. 1012 funcions amb la projecció de 449 pel·lícules entre llargs i curtmetratges, provinents de països dels cinc continents. Es van projectar 111 títols argentins (52 curts, 59 llargs). El circuit d'exhibició va incloure aquest any 23 sales repartides en 11 seus, amb els agregats en aquesta edició del Planetari Galileo Galilei i la seva sala especial amb projeccions en sistema Full-Domi, el Centro Cultural San Martín amb les seves dues noves sales, i l'Amfiteatre del Parc Centenari com a seu dels cicles de Cinema a l'aire lliure i BAFICITO. Buenos Aires respira cinema i el públic porteny, cèlebre per la seva cinefília i fidelitat, acompanya cada edició en número creixent.

## Premis
El Festival compta amb un jurat internacional i un altre nacional, així com també jurats per a algunes seccions específiques. Tots ells lliuren premis, que no sempre responen a una mateixa grilla. Els premis principals són: Millor pel·lícula, Millor guió, Millor Direcció, Millor Actor, Millor Actriu, i una o diversos Esments Especials en les diferents categories: Selecció Oficial Internacional, Selecció Oficial Argentina, Competència Oficial de Curtmetratges, Cinema del Futur, Competència DRETS HUMANS, entre d'altres. També el públic del Festival vota qual ha estat la seva pel·lícula preferida, la més votada s'emporta el Premi del públic. Entre els jurats paral·lels lliuren premis l'Organització Catòlica per a la Comunicació (Signis), la Federació Internacional de la Premsa Cinematogràfica (FIPRESCI, l'Associació de Cronistes Cinematogràfics de l'Argentina, l'Associació Argentina d'Autors de Fotografia Cinematogràfica (ADF),i la Federació d'Escoles de la Imatge i el So d'Amèrica Llatina (FEISAL)

## Premi a la millor pel·lícula internacional
| Any  | Pel·lícula                                         | Director                        | Estat         |
| ---- | -------------------------------------------------- | ------------------------------- | ------------- |
| 1999 | Wandafuru Raifu                                    | Hirokazu Koreeda                | Japó          |
| 2000 | Ressources humaines                                | Laurent Cantet                  | França        |
| 2001 | Zhantai                                            | Jia Zhangke                     | França        |
| 2002 | Tornando a casa                                    | Vincenzo Marra                  | Itàlia        |
| 2003 | Heremakono                                         | Abderrahmane Sissako            | Mauritània    |
| 2004 | Parapalos                                          | Ana Poliak                      | Argentina     |
| 2005 | El cielo gira                                      | Mercedes Álvarez                | Espanya       |
| 2006 | En el hoyo                                         | Juan Carlos Rulfo               | Mèxic         |
| 2007 | 방황의 날들                                        | So Yong Kim                     | Corea del Sud |
| 2008 | Intimidades de Shakespeare y Víctor Hugo           | Yulene Olaizola                 | Mèxic         |
| 2009 | Aquele Querido Mês de Agosto                       | Miguel Gomes                    | Portugal      |
| 2010 | Alamar                                             | Pedro González-Rubio            | Mèxic         |
| 2011 | Qu'ils reposent en révolte (Des figures de guerre) | Sylvain George                  | França        |
| 2012 | Ha-shoter                                          | Nadav Lapid                     | Israel        |
| 2013 | Berberian Sound Studio                             | Peter Strickland                | Regne Unit    |
| 2014 | Fifi az khoshhali zooze mikeshad                   | Mitra Farahani                  | Iran          |
| 2015 | Tribunal                                           | Chaitanya Tamhane               | Índia         |
| 2016 | La larga noche de Francisco Sanctis                | Francisco Márquez, Andrea Testa | Argentina     |
| 2017 | Niñato                                             | Adrián Orr                      | Espanya       |
| 2018 | La flor                                            | Mariano Llinás                  | Argentina     |
| 2019 | The Unicorn                                        | Isabelle Dupuis, Tim Geraghty   | Estats Units  |
| 2021 | What We don't know about Mariam                    | Morad Mostafa                   | Egipte        |